# Brock Chisholm
Brock Chisholm CC, vojaški križec (s ploščico), kanadski general in vojaški zdravnik, * 18. maj 1896, Oakville, Ontario, Kanada, † 4. februar 1971, Victoria, Kanada.
Med letoma 1948 in 1953 je bil prvi generalni direktor Svetovne zdravstvene organizacije